# 9. Dezember
Der 9. Dezember ist der 343. Tag des gregorianischen Kalenders (der 344. in Schaltjahren), somit bleiben 22 Tage bis zum Jahresende.

## Ereignisse

### Politik und Weltgeschehen
- 1315: Im Morgartenbrief bekräftigen die Urkantone der Schweizerischen Eidgenossenschaft ihren Bund.

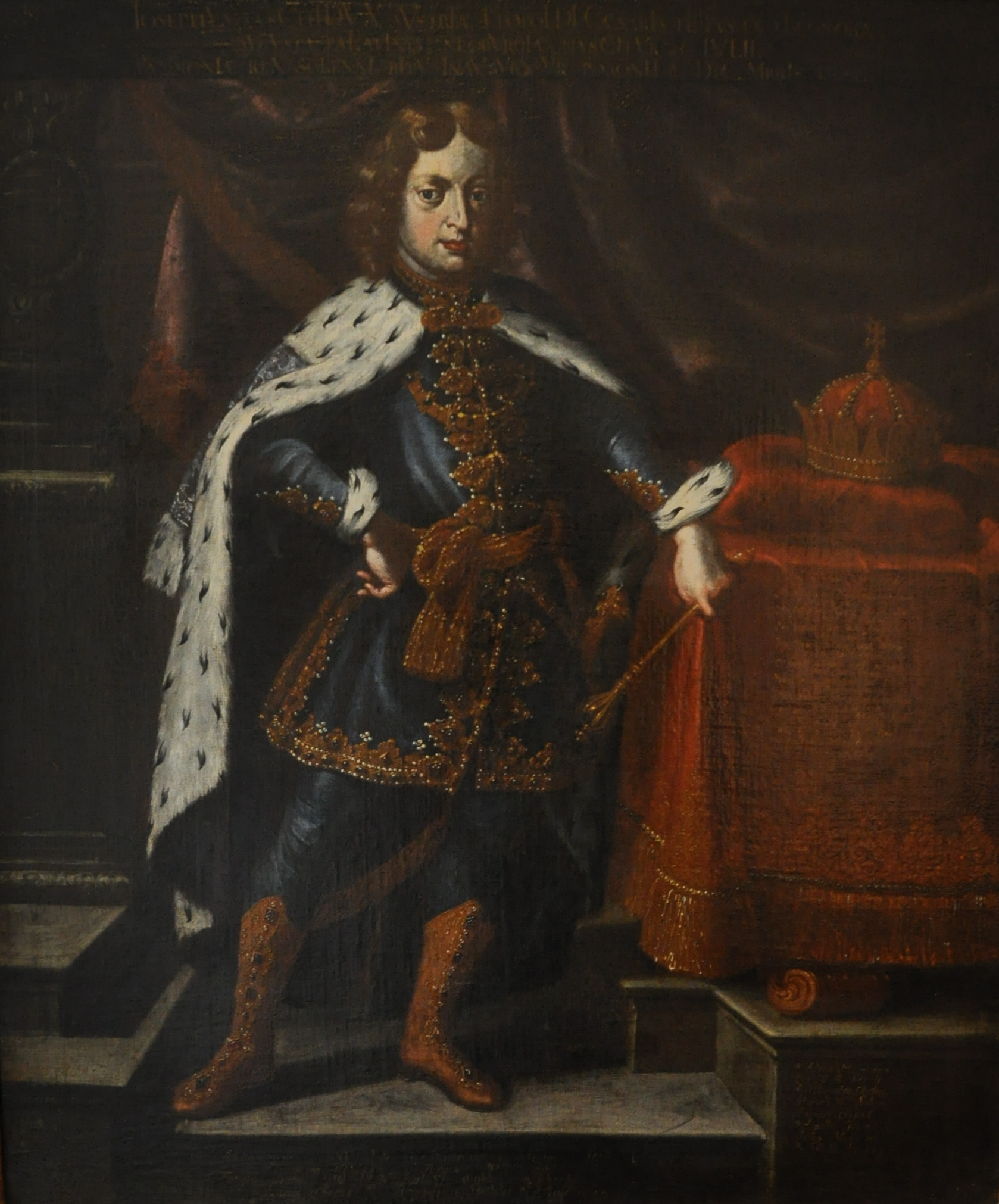
1687: König Jószef I. von Ungarn

- 1687: Der Habsburger Joseph I. wird König von Ungarn.
- 1714: Angebliche Ungesetzlichkeiten venezianischer Kaufleute führen zur Kriegserklärung des Osmanischen Reichs gegenüber der Republik Venedig. Militärische Operationen im Venezianisch-Österreichischen Türkenkrieg setzen jedoch erst im Sommer 1715 ein.
- 1775: In der Schlacht von Great Bridge siegen die amerikanischen Patrioten über die Briten und vertreiben sie anschließend aus Virginia.
- 1797: Der im Frieden von Campo Formio vorgesehene Rastatter Kongress beginnt. Darin wird die Abtretung der linksrheinischen Gebiete des Heiligen Römischen Reiches an Frankreich nach der Niederlage im Ersten Koalitionskrieg verhandelt.

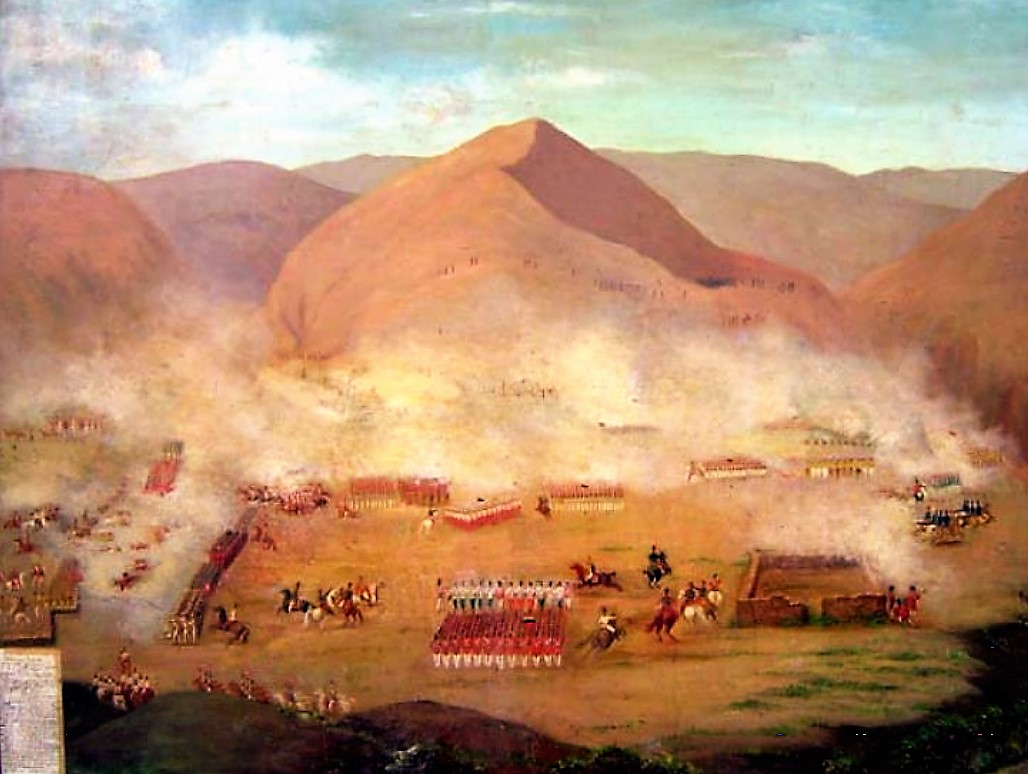
1824: Schlacht bei Ayacucho

- 1824: Die Schlacht bei Ayacucho entscheidet den Unabhängigkeitskrieg der spanischen Kolonien in Südamerika. Die Aufständischen unter General Antonio José de Sucre besiegen die Truppen des spanischen Vizekönigs José de la Serna und vertreiben die Spanier damit endgültig aus ihren Kolonien in Südamerika.
- 1835: San Antonio wird von Truppen der bald darauf ausgerufenen Republik Texas im Aufstand gegen das mexikanische Regime von Antonio López de Santa Anna erobert.
- 1872: Im Bundesstaat Louisiana tritt mit Pinckney Benton Stewart Pinchback der erste afroamerikanische Gouverneur in den USA sein Amt an.
- 1888: Der Statistiker Herman Hollerith installiert die von ihm erfundene lochkartengesteuerte Rechenmaschine im US-Kriegsministerium.

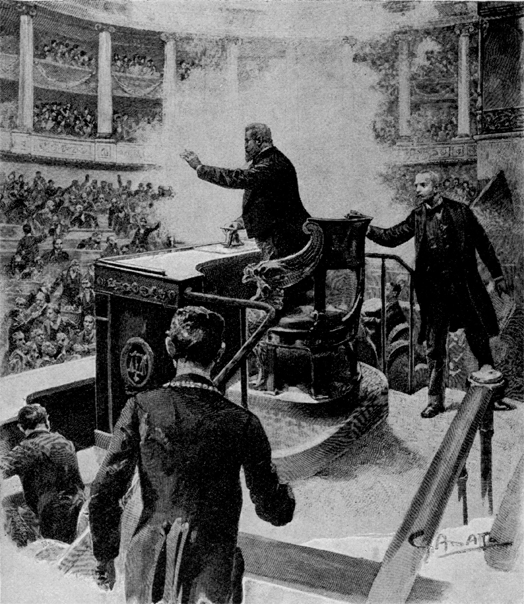
1893: Vaillants Bombenanschlag

- 1893: In Paris schleudert der Anarchist Auguste Vaillant aus Protest gegen die repressive Politik von Premierminister Jean Casimir-Perier einen selbst gefertigten Sprengkörper von der Zuschauergalerie in die Deputiertenkammer im Palais Bourbon. 50 Personen werden bei der Aktion verletzt. Der Täter wird später zum Tod verurteilt und am 5. Februar 1894 hingerichtet.
- 1903: In Norwegen wird eine Gesetzesvorlage zur Einführung des Frauenwahlrechts abgelehnt.

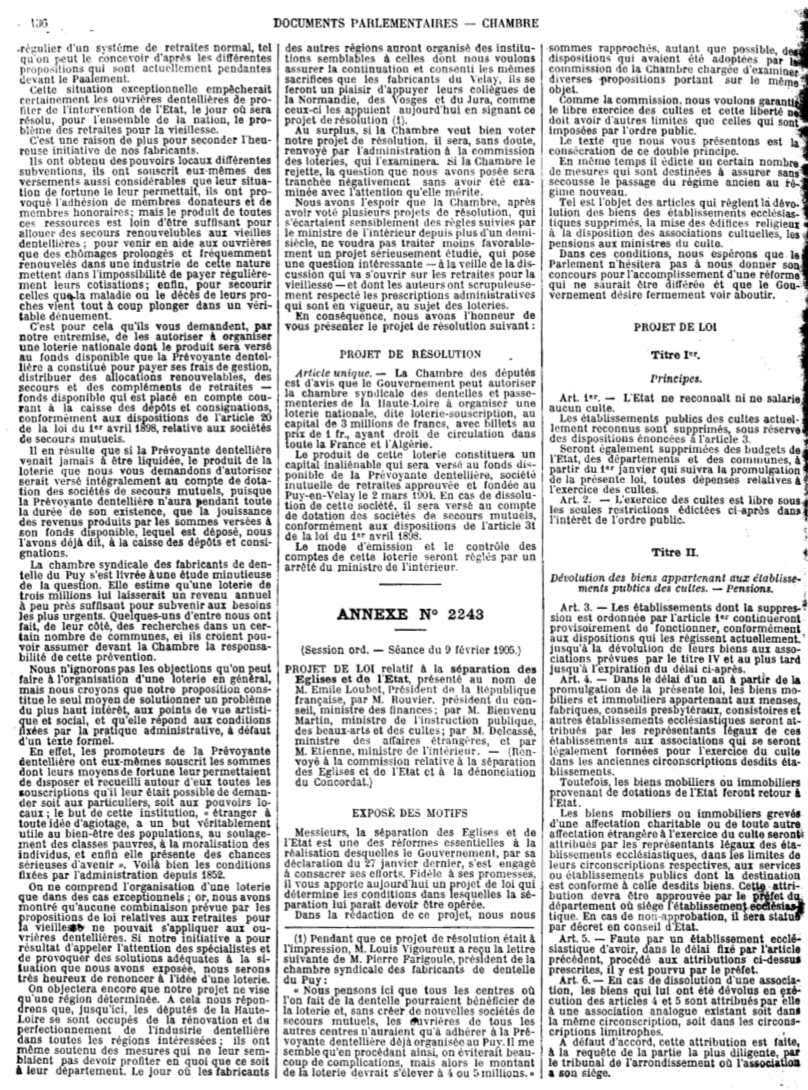
1905: Loi relative à la séparation des églises et de l’état

- 1905: Das Gesetz zur Trennung von Kirche und Staat etabliert in Frankreich das heute noch geltende Prinzip des Laizismus. Die Trennung von Kirche und Staat verschlechtert für Jahre das Verhältnis des Landes zur katholischen Kirche.
- 1917: Britische Truppen nehmen im Ersten Weltkrieg das bis dahin zum Osmanischen Reich gehörende Jerusalem ein.
- 1917: In Brest-Litowsk treten erstmals Vertreter der kriegführenden Parteien der Mittelmächte und des neuen bolschewistischen Regierung Russlands zu Friedensverhandlungen zusammen. Währenddessen wird in Focșani ein Waffenstillstand für die rumänische Front vereinbart.
- 1920: Der parteilose Wirtschafts- und Sozialpolitiker Michael Hainisch wird von der Bundesversammlung zum Bundespräsidenten der Republik Österreich gewählt. Er wird der Gruppe der Fabier zugerechnet.
- 1922: Bei der Präsidentschaftswahl in Polen wird der Ingenieur Gabriel Narutowicz von der Nationalversammlung zum ersten Präsidenten der Republik gewählt.
- 1927: Das Königreich Bulgarien und Griechenland schließen das Mollow-Kaphantaris-Abkommen, das den Bevölkerungsaustausch und die Entschädigung der Flüchtlinge und Vertriebenen, unter anderem der Thrakischen Bulgaren, zwischen den beiden Ländern regelt. Das Abkommen trägt den Namen der zwei Finanzminister Wladimir Mollow und Georgios Kaphantaris.
- 1937: Japanische Truppen beginnen im Zweiten Japanisch-Chinesischen Krieg mit der Belagerung von Nanking.

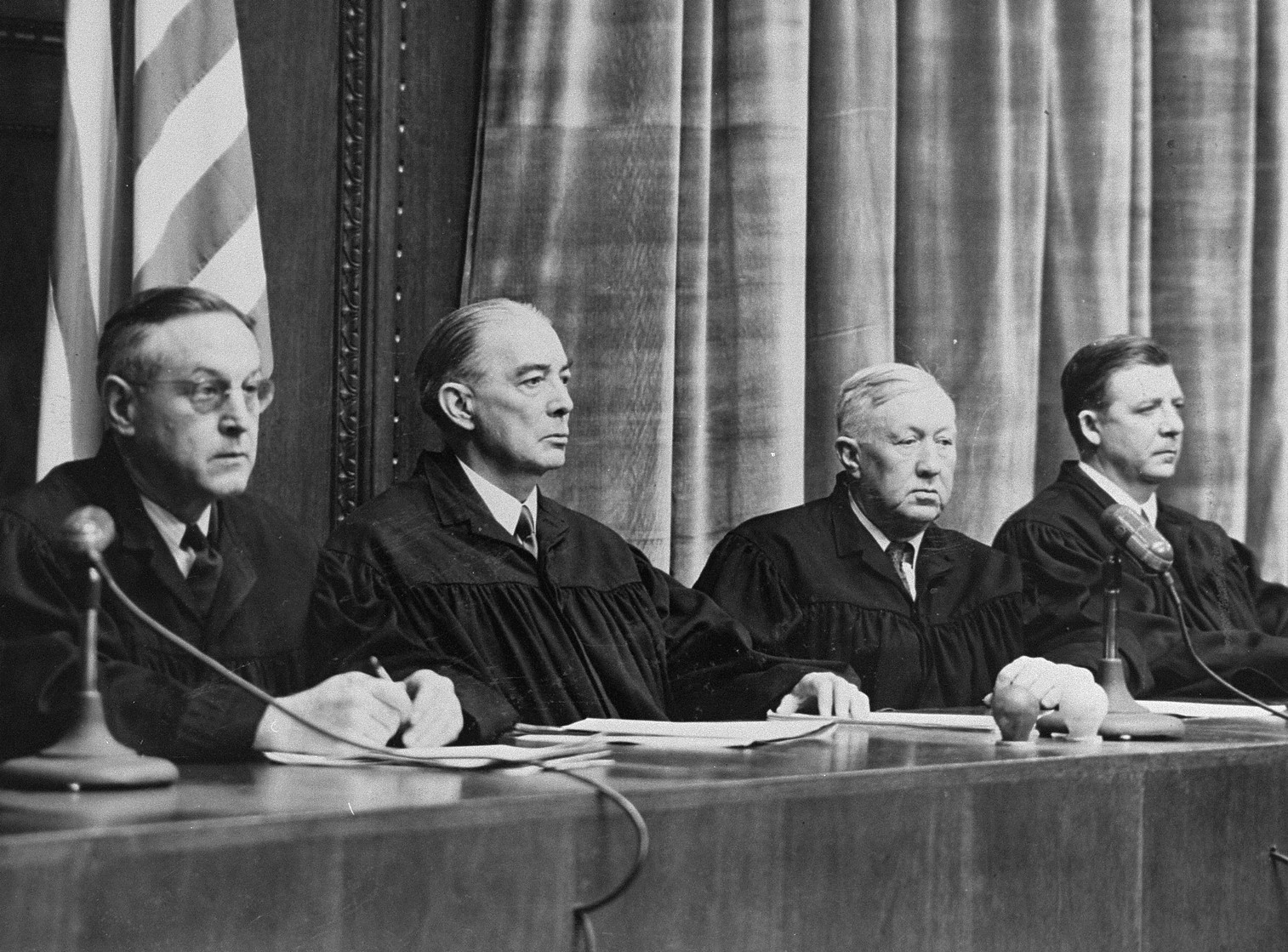
1946: Die Richter im Nürnberger Ärzteprozess

- 1946: Nürnberger Prozesse: Der Nürnberger Ärzteprozess vor dem Ersten Amerikanischen Militärgerichtshof beginnt.
- 1949: Im ersten Prozess gegen Sowjetbürger in einem kommunistischen Land verurteilt ein jugoslawisches Gericht zehn sowjetische Staatsbürger wegen Kollaboration während des Zweiten Weltkrieges.

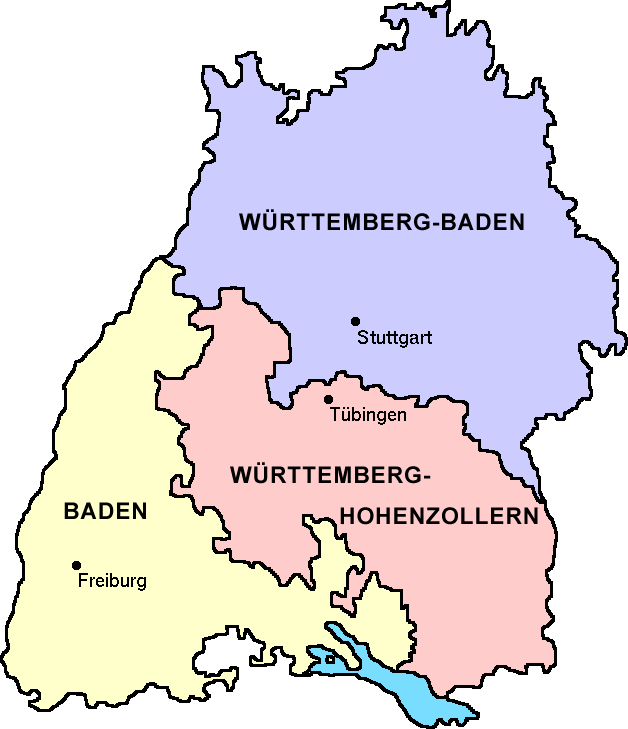
1951: Baden-Württemberg

- 1951: In Württemberg-Baden, Baden und Württemberg-Hohenzollern stimmen die Wahlberechtigten in einer Volksabstimmung für die Vereinigung der drei Länder zu einem Bundesland. Das Bundesland Baden-Württemberg wird daraufhin am 25. April 1952 gegründet.
- 1958: In Indianapolis wird die John Birch Society gegründet, deren politisches Denken von Verschwörungstheorien geprägt ist.

1961: Flagge Tanganjikas

- 1961: Das britische Treuhandgebiet Tanganjika, ehemals Teil von Deutsch-Ostafrika, erlangt seine Unabhängigkeit von Großbritannien.
- 1965: In der Sowjetunion folgt Nikolai Wiktorowitsch Podgorny als Staatsoberhaupt auf Anastas Mikojan. Das Amt übt in Personalunion der Vorsitzende des Präsidiums des Obersten Sowjets aus.
- 1967: Nicolae Ceaușescu wird neben seinem Amt als Zentralsekretär der rumänischen Kommunistischen Partei zusätzlich Staatsratsvorsitzender Rumäniens.
- 1989: Auf einem Sonderparteitag wird Gregor Gysi in der DDR zum neuen Parteivorsitzenden der SED gewählt.
- 1990: In Polen setzt sich Lech Wałęsa in der Stichwahl um das Präsidentenamt deutlich gegen den polnisch-kanadischen Geschäftsmann Stanisław Tymiński durch.
- 1998: Ruth Dreifuss wird als erste Frau von der Vereinigten Bundesversammlung in Bern zur Bundespräsidentin der Schweiz für das Jahr 1999 gewählt.
- 2012: Auf dem Parteitag der SPD wird Peer Steinbrück zum Kanzlerkandidaten für die Bundestagswahl 2013 gewählt.
- 2016: Die südkoreanische Präsidentin Park Geun-hye wird ihres Amtes durch die Nationalversammlung suspendiert in Folge eines Korruptionsskandals und wochenlanger Demonstrationen in der Bevölkerung. Premierminister Hwang Kyo-ahn übernahm daraufhin die Amtsgeschäfte.
- 2017: Iraks Regierungschef Haider al-Abadi verkündet in Bagdad das angebliche Ende des IS im Land.

### Wirtschaft
- 1959: Eine geplante Übernahme der Bayerischen Motoren Werke AG durch die Daimler-Benz AG scheitert bei der Hauptversammlung.
- 1987: Microsoft veröffentlicht mit Windows 2.x die zweite Version ihres DOS-Betriebssystems Microsoft Windows 1.0.

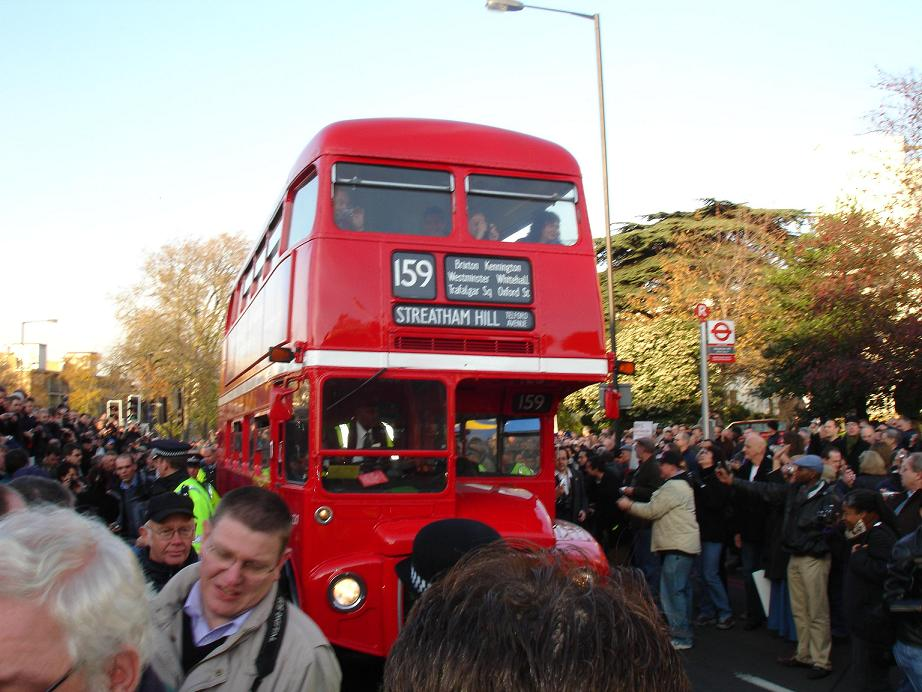
2005: Letzte Fahrt eines Routemaster in London

- 2005: In London geht die Zeit der Routemaster zu Ende. Die roten Doppeldeckerbusse prägen nicht mehr das Stadtbild.
- 2007: Mit dem Fahrplanwechsel beginnt der reguläre Zugverkehr durch den Lötschberg-Basistunnel, ein wichtiges Glied in der Alpentransversale.
- 2007: Der Gründungsvertrag für die Bank des Südens wird von den Staatschefs der sieben südamerikanischen Mitgliedsstaaten geschlossen.

### Wissenschaft und Technik
- 1425: Die Universität Löwen wird durch eine Bulle von Papst Martin V. gegründet.

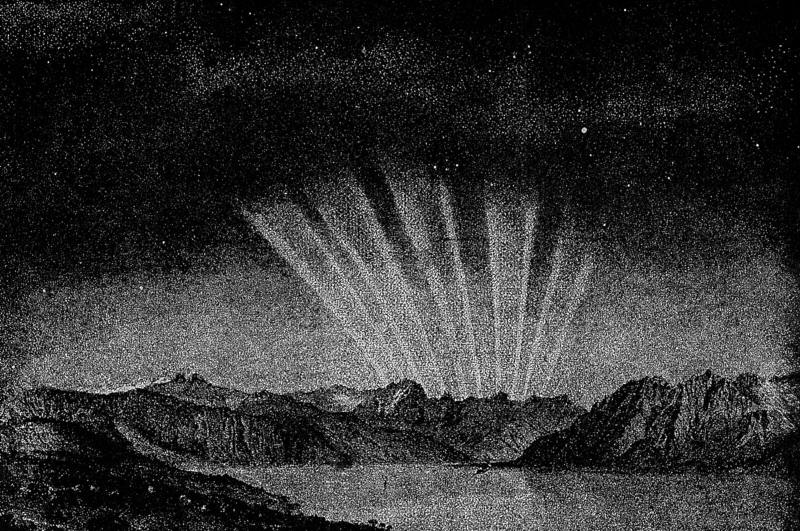
1744: Komet Klinkenberg

- 1743: Der niederländische Amateurastronom Dirk Klinkenberg entdeckt den Großen Kometen C/1743 X1. Der Komet wird später nach seinem Entdecker Klinkenberg genannt.

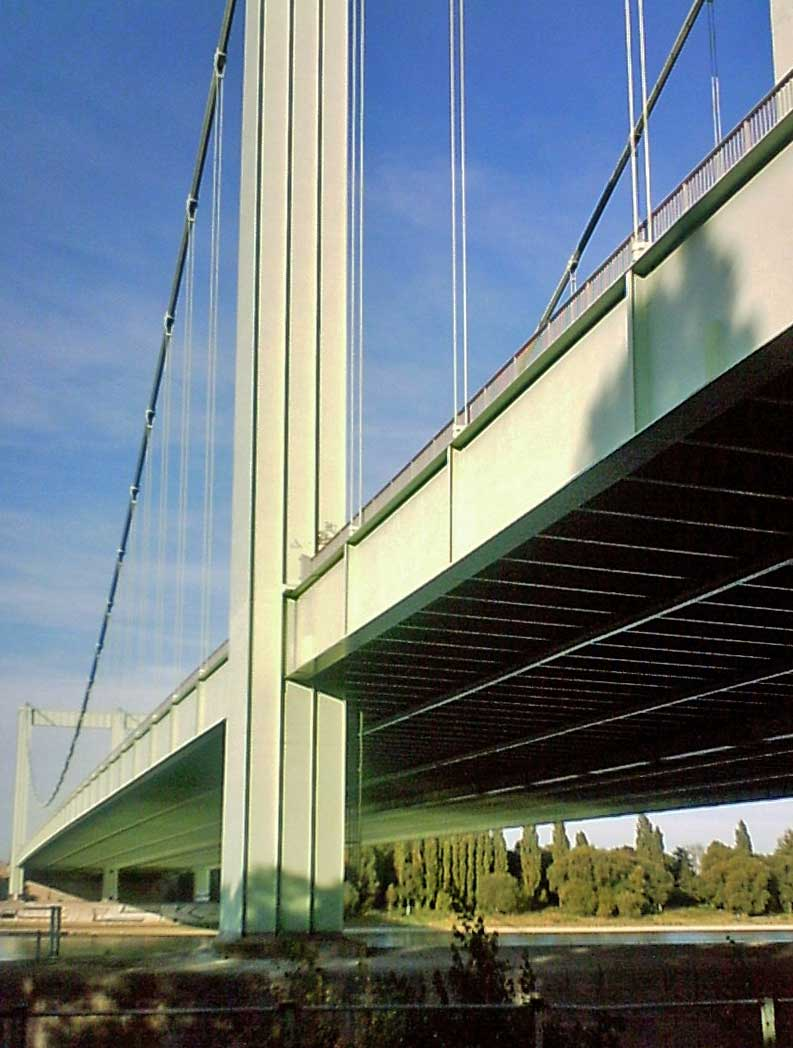
1954: Rodenkirchener Autobahnbrücke

- 1954: Die Rodenkirchener Autobahnbrücke über den Rhein wird freigegeben. Sie ist einige Jahre lang die längste europäische Hängebrücke.
- 1988: Das schwedische Mehrzweckkampfflugzeug Saab 39 absolviert seinen Erstflug.

### Kultur
- 1811: In München veranstalten die Musiker der Hofkapelle das erste Konzert der Musikalischen Akademie.
- 1828: In Paris findet die Uraufführung der Oper Clari von Fromental Halévy am Théâtre-Italien statt.
- 1836: Im Bolschoi-Theater in Sankt Petersburg erfolgt die Uraufführung der Oper Ein Leben für den Zaren von Michail Iwanowitsch Glinka.
- 1865: An der Opéra-Comique in Paris wird die Oper Le Voyage en Chine von François Bazin uraufgeführt.

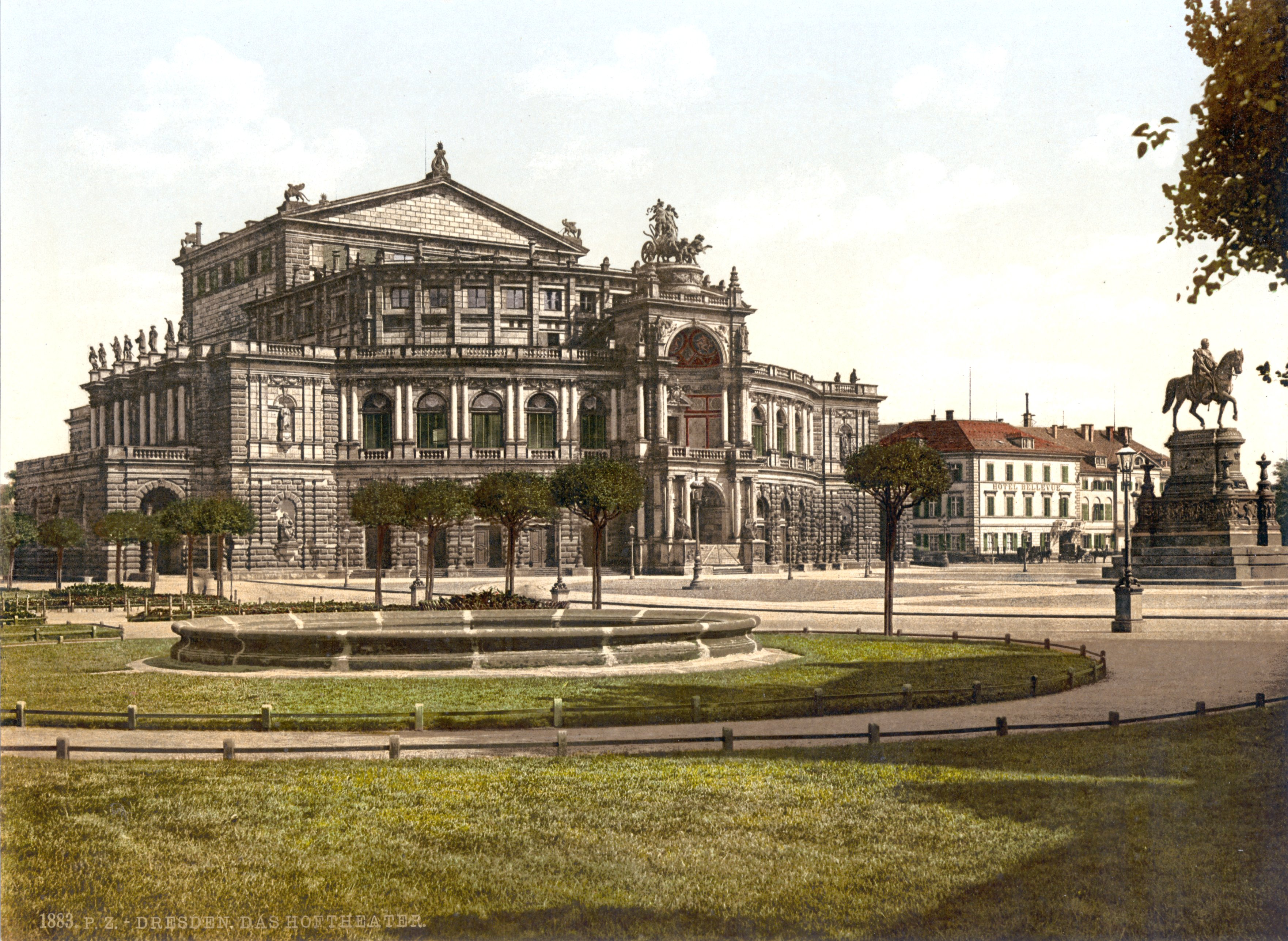
1905: Dresdner Hofoper

- 1905: An der Dresdner Hofoper wird die Oper Salome von Richard Strauss uraufgeführt.
- 1918: Tristan Tzara veröffentlicht das Manifest des Dadaismus von 1918.
- 1922: In München findet die Uraufführung des Karl-Valentin-Stücks Der Firmling statt.
- 1960: In Großbritannien wird die erste Folge des Lindenstraßen-Vorbilds Coronation Street ausgestrahlt.
- 1982: Die US-amerikanischen Science-Fiction-Filme E.T. – Der Außerirdische sowie Tron starten in den deutschen Kinos.
- 1994: Astrid Lindgren erhält den Honorary Award des Right Livelihood Award. Daneben gehört auch Ken Saro-Wiwa zu den Ausgezeichneten dieses Jahres.
- 1999: Im lettischen Riga wird das wieder aufgebaute historische Schwarzhäupterhaus offiziell eröffnet.

### Religion

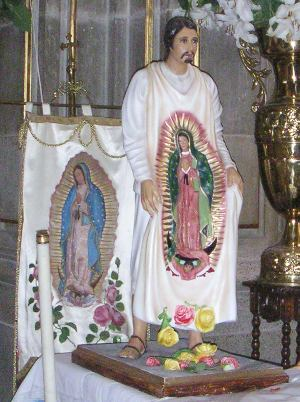
1531: Juan Diego

- 1531: Dem Indio Juan Diego erscheint der Legende nach auf dem Berg Tepeyac die Jungfrau Maria. An dieser Stelle wird seither die Patronin Unsere Liebe Frau von Guadalupe verehrt.

### Katastrophen
- 2019: Beim Ausbruch des Vulkans auf Whakaari / White Island kommen insgesamt 22 Menschen ums Leben. Zudem werden mehrere Personen verletzt.

Kleinere Unglücksfälle sind in den Unterartikeln von Katastrophe und in der Liste von Katastrophen aufgeführt.

### Sport
- 1892: Der Fußballclub Newcastle East End benennt sich in Newcastle United um.
- 1977: Beim Basketballspiel der Los Angeles Lakers gegen die Houston Rockets erleidet Rudy Tomjanovich durch einen Faustschlag von Kermit Washington schwere Kopfverletzungen. Der Vorfall leitet in der NBA das Ende der Enforcer-Ära ein.

Einträge von Leichtathletik-Weltrekorden befinden sich unter der jeweiligen Disziplin unter Leichtathletik.

## Geboren

### Vor dem 18. Jahrhundert

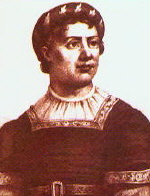
Peter von Portugal (* 1392)

- 1392: Peter von Portugal, portugiesischer Prinzregent
- 1447: Chenghua, chinesischer Kaiser der Ming-Dynastie
- 1482: Friedrich II., Kurfürst von der Pfalz
- 1486: Philipp III., Graf von Waldeck-Eisenberg
- 1508: Gemma R. Frisius, flämischer Mediziner, Astronom, Mathematiker, Kartograf und Instrumentenbauer
- 1516: Modestinus Pistoris, deutscher Rechtsgelehrter, Stadtrichter sowie Bürgermeister von Leipzig
- 1561: Edwin Sandys, englischer Politiker
- 1579: Martin de Porres, peruanischer Heiliger, Dominikaner
- 1581: Emilia Secunda Antwerpiana von Oranien-Nassau, Pfalzgräfin von Zweibrücken-Landsberg
- 1592: Krzysztof Arciszewski, polnischer Adeliger, Militärführer, Ingenieur, Ethnograph, General, Vize-Gouverneur und Admiral
- 1596: Mathias Gastritz, deutscher Organist und Komponist
- 1608: John Milton, englischer Dichter
- 1633: Christoph Vitzthum von Eckstädt, kursächsischer Kammerherr und Rittmeister († 1711)
- 1652: August Quirinus Rivinus, deutscher Mediziner und Botaniker
- 1658: Georg Christian Joannis, deutscher evangelischer Theologe und Historiker
- 1674: Paul Heinecken, deutscher Maler, Zeichner und Architekt
- 1676: Franz Karl von Kaunitz-Rietberg, Bischof von Laibach
- 1684: Abraham Vater, deutscher Mediziner und Philosoph
- 1687: Antonio Ferrante Gonzaga, Herzog von Guastalla
- 1687: Johann Adam Delsenbach, deutscher Künstler

### 18. Jahrhundert
- 1705: Faustina Pignatelli, italienische Mathematikerin und Physikerin
- 1713: Jan Michał Budar, sorbischer Rittergutsbesitzer, Jurist und Stifter
- 1715: Johann Casimir von Isenburg-Birstein, hessen-kasselscher General
- 1717: Johann Joachim Winckelmann, deutscher Altertumsforscher
- 1718: Wilhelm Christian Justus Chrysander, deutscher lutherischer Theologe, Mathematiker und Orientalist
- 1720: Georg Heinrich von Roßkampff, Bürgermeister von Heilbronn
- 1728: Pietro Alessandro Guglielmi, italienischer Komponist
- 1728: Jan Tesánek, tschechischer Gelehrter und Autor wissenschaftlicher Literatur
- 1733: Sebastian Friedrich Trescho, deutscher evangelischer Theologe
- 1737: Johann Ludwig von Eckardt, deutscher Rechtswissenschaftler
- 1739: Ignaz Ablasser, österreichischer Maler
- 1743: Stephen Mix Mitchell, US-amerikanischer Politiker
- 1748: Claude-Louis Berthollet, französischer Chemiker und Arzt
- 1751: Maria Luise von Bourbon-Parma, Königin von Spanien
- 1754: Heinrich Christoph Jussow, deutscher Architekt
- 1754: Étienne Ozi, französischer Fagottist und Komponist
- 1760: Johann Melchior Möller, deutscher evangelischer Geistlicher
- 1762: Gotthelf Wilhelm Christoph Starke, deutscher evangelischer Theologe und Pädagoge
- 1763: Nikolaus von Flüe, Schweizer Offizier in französischen Diensten und Landeshauptmann
- 1764: Charles Lennox, 4. Duke of Richmond, britischer General und Politiker
- 1773: Armand de Caulaincourt, französischer General und Staatsmann
- 1773: Karl Christian von Mann genannt Tiechler, deutscher Jurist und Herausgeber
- 1778: Philipp Jakob Hoffmann, deutscher Architekt und städtischer Bauinspektor

### 19. Jahrhundert
- 1802: Friedrich Wilhelm von Redern, preußischer Oberstkämmerer, Generalintendant für Schauspiel und Musik, Komponist und Politiker, MdL

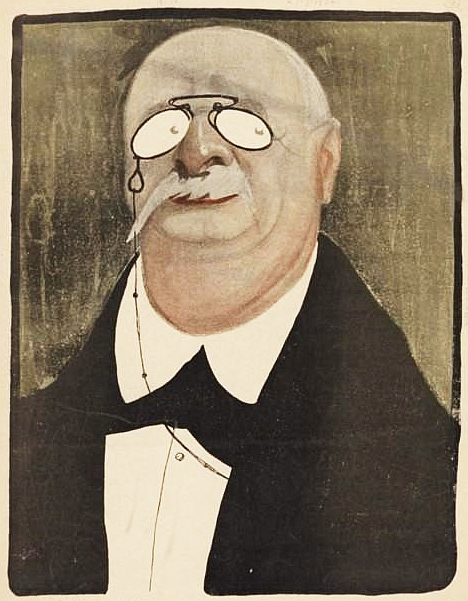
Émile Waldteufel (* 1837)

- 1807: Christian Gottlieb Ziller, deutscher Baumeister
- 1809: Bertha Arndts, deutsche Schriftstellerin
- 1809: Hermann Sauppe, deutscher Altphilologe und Epigraphiker
- 1813: Nicolas Adames, Bischof von Luxemburg
- 1824: Auguste Arens von Braunrasch, deutsche Schriftstellerin
- 1829: Samuel Friedrich Rikli, Schweizer Unternehmer und Politiker
- 1831: Maurice de Hirsch, deutscher Unternehmer und Philanthrop
- 1831: Friedrich Wilhelm Alexander von Mechow, deutscher Offizier und Afrikaforscher
- 1833: Ludwig Fritze, deutscher Indologe und Sanskritist
- 1834: Leopold Carl Müller, österreichischer Maler und Zeichner
- 1837: Robert Waldeck, deutscher Politiker, MdL

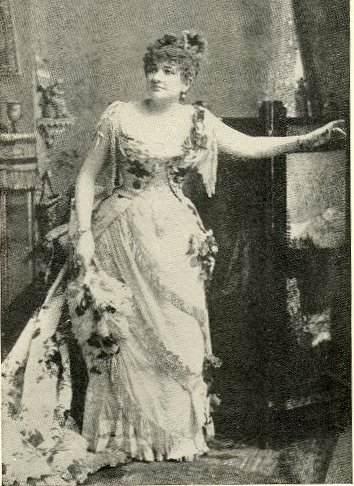
Emma Abbott (* 1850)

- 1837: Émile Waldteufel, französischer Musiker und Komponist
- 1842: Peter Kropotkin, russischer Revolutionär
- 1844ː Marie von Frisch, österreichische Autorin
- 1848: Gabriel von Seidl, deutscher Architekt
- 1850: Emma Abbott, US-amerikanische Opernsängerin
- 1854: Pekka Juhani Hannikainen, finnischer Komponist
- 1855: Stephan Ehses, deutscher römisch-katholischer Pfarrer und Kirchenhistoriker
- 1856: Ernst Brenner, Schweizer Politiker, Nationalrats- und Bundespräsident, Justizminister
- 1857: Paul Arras, deutscher Lehrer, Archivar und Heimatforscher
- 1860: Adelaide Boddam-Whetham, britische Bogenschützin
- 1861: Alfred Halm, österreichischer Schauspieler, Theaterregisseur, Theaterleiter, Drehbuchautor und Filmregisseur
- 1866: Alfred von Soden, deutscher Generalleutnant
- 1867: Hans Käslin, Schweizer Germanist, Lehrer und Übersetzer

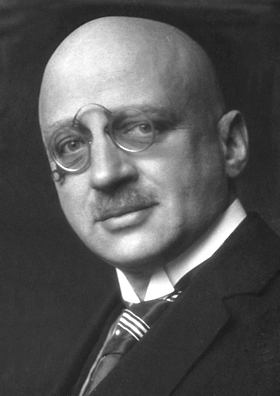
Fritz Haber (* 1868)

- 1868: Fritz Haber, deutscher Chemiker, Nobelpreisträger
- 1870ː Flora Zenker, deutsche Malerin, Mitglied der Gruppe Dresdner Künstlerinnen
- 1871: Iwan Abramowitsch Morosow, russischer Kunstsammler
- 1871: Roxana Vivian, US-amerikanische Mathematikerin
- 1872: Thomas W. Hardwick, US-amerikanischer Jurist und Politiker, Mitglied des Repräsentantenhauses, Senator, Gouverneur von Georgia
- 1873ː Elisabeth Bernoulli, Schweizer Frauenrechtlerin
- 1873: Henry Caulfield, US-amerikanischer Politiker, Mitglied des Repräsentantenhauses, Gouverneur von Missouri
- 1875: Harold Arminius Miller, US-amerikanischer Rennwagen- und -motorenkonstrukteur
- 1876: Pauline Iselin, US-amerikanische Golferin
- 1876: Lili Marberg, deutsche und österreichische Schauspielerin
- 1876: Ōta Mizuho, japanischer Schriftsteller
- 1878: John Holloway, irischer Leichtathlet
- 1878: Georges Malfait, französischer Leichtathlet
- 1880: Rokeya Sakhawat Hussain, indische Schriftstellerin
- 1881: Johanna Sönnichsen, deutsche Landschaftsmalerin
- 1882: Joaquín Turina, spanischer Komponist
- 1883: Wilhelm Heinitz, deutscher Musikwissenschaftler
- 1883: Alexandros Papagos, griechischer Offizier und Politiker, Kriegsminister, Premierminister
- 1885: Grete Wiesenthal, österreichische Tänzerin
- 1886: Ernst Hollstein, deutscher Fußballspieler
- 1889: Hannes Kolehmainen, finnischer Langstreckenläufer, Olympiasieger
- 1890: Guillaume Gagnier, kanadischer Hornist und Kontrabassist
- 1891: Maksim Bahdanowitsch, belarussischer Dichter, Schriftsteller, Übersetzer und Publizist
- 1891: Mathilde Saïman, französische Opernsängerin
- 1892: Beatrice Harrison, britische Cellistin
- 1893: Albert Abicht, deutscher Landwirt und Politiker, MdR
- 1893: Dom Paul Benoit, luxemburgischer Komponist
- 1895: Whina Cooper, maorische Aktivistin, Gründungspräsidentin der Māori Women’s Welfare League
- 1896: Goodwin Knight, US-amerikanischer Politiker, Gouverneur von Kalifornien
- 1899: Léonie Adams, US-amerikanische Dichterin

### 20. Jahrhundert

#### 1901–1925

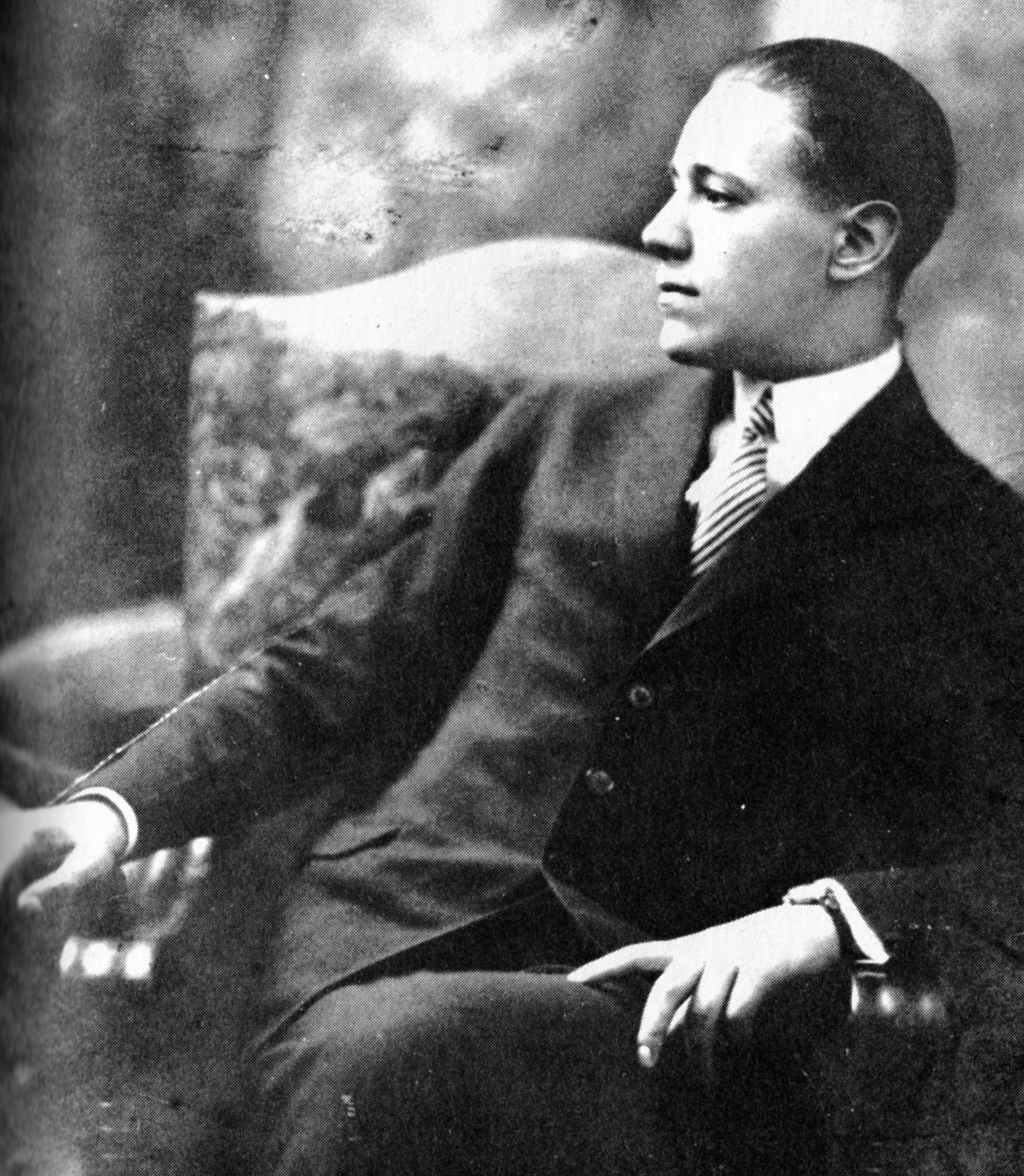
Ödön von Horváth (* 1901)

- 1901: Ödön von Horváth, österreichisch-ungarischer Schriftsteller
- 1901: Lawrence Edward Watkin, US-amerikanischer Schriftsteller und Drehbuchautor
- 1902: Henry Homburger, amerikanischer Bobsportler und Bauingenieur
- 1903: Werner Abegg, Schweizer Textilindustrieller, Sammler von Textilien und Stifter der Abegg-Stiftung
- 1903: Zofia Adamska, polnische Cellistin und Musikpädagogin
- 1903ː Elisabeth Charlotte Gloeden, deutsche Widerstandskämpferin im Dritten Reich
- 1904: Cornelius Ysselstyn, kanadischer Cellist und Musikpädagoge
- 1905: Adrien Alin, französischer Autorennfahrer
- 1905: Luke Johnsos, US-amerikanischer American-Football-Spieler und -Trainer
- 1905: Hertha Nehve, deutsche Malerin
- 1905: Dalton Trumbo, US-amerikanischer Drehbuchautor
- 1906: Grace Hopper, US-amerikanische Informatikerin und Computerpionierin
- 1906: Inés Puyó, chilenische Malerin
- 1906: Leocadio Vizcarrondo, puerto-ricanischer Musiker, Arrangeur und Komponist
- 1907: Konradin Ferrari d’Occhieppo, österreichischer Astronom
- 1907: Hendrik Smits, niederländischer Steuermann im Rudern
- 1908: Karl-Maria Schley, deutscher Schauspieler und Hörspielsprecher
- 1909: Roberto Beracochea, argentinischer Schriftsteller
- 1909: Douglas Fairbanks junior, US-amerikanischer Schauspieler
- 1909: Leonhard Joa, deutscher Automobilrennfahrer
- 1910: Fritz A. Koeniger, deutscher Autor
- 1911: Broderick Crawford, US-amerikanischer Schauspieler
- 1911: Wilhelm Kirschner, rumäniendeutscher Handballspieler
- 1913: Fritz Graßhoff, deutscher Zeichner, Maler, Schriftsteller und Schlagertexter
- 1914: Herbert Hunger, österreichischer Byzantinist
- 1914: Walter Jokisch, deutscher Schauspieler
- 1914: Frances Reid, US-amerikanische Schauspielerin
- 1915: Ilse Decho, deutsche Glas- und Porzellangestalterin
- 1915: Elisabeth Schwarzkopf, deutsche Sängerin
- 1916: Dieter Andersen, deutscher Geistlicher, Landessuperintendent des Sprengels Lüneburg und Bischof
- 1916: Wolfgang Hildesheimer, deutscher Schriftsteller
- 1916: Kirk Douglas, US-amerikanischer Schauspieler
- 1917: James Jesus Angleton, US-amerikanischer Agent
- 1917: James Rainwater, US-amerikanischer Physiker
- 1918: Hanns-Heinz Bielefeld, deutscher Politiker, MdL
- 1919: Johnny Albino, puerto-ricanischer Bolerosänger
- 1919: William Lipscomb, US-amerikanischer Physikochemiker
- 1919: Marianne Sayn-Wittgenstein-Sayn, österreichische Fotografin

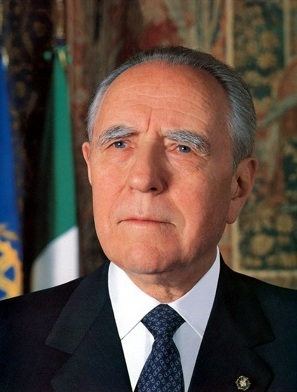
Carlo Azeglio Ciampi (* 1920)

- 1920: Carlo Azeglio Ciampi, italienischer Präsident
- 1920: Bruno Ruffo, italienischer Motorradrennfahrer
- 1921: Herbert Koschel, deutscher Speerwerfer
- 1923: Wolfgang Harich, deutscher Philosoph
- 1923: Guntram Hecht, deutscher Musiklehrer, Organist und Komponist
- 1923: Karl Richard Tschon, deutscher Schriftsteller und Hörspielautor
- 1924: Jean-Marc Chappuis, Schweizer evangelischer Theologe und Hochschullehrer
- 1924ː Traute Gruner, deutsche Künstlerin, Gestalterin von Farbglasfenstern, Wandbildern und Wandteppichen
- 1924: Alexei Konstantinowitsch Lebedew, russischer Tubist und Komponist

#### 1926–1950
- 1926: Ed Elisian, US-amerikanischer Autorennfahrer
- 1926: Erhard Eppler, deutscher Politiker, MdB, Bundesminister, MdL
- 1926: Henry W. Kendall, US-amerikanischer Physiker
- 1927: Karin Andersen, deutsche Schauspielerin
- 1927: Pierre Henry, französischer Komponist
- 1929: John Cassavetes, US-amerikanischer Regisseur
- 1929: Robert Hawke, australischer Jurist, Politiker und Regierungschef
- 1929: Harry Pietzsch, deutscher Schauspieler
- 1930: Buck Henry, US-amerikanischer Drehbuchautor, Regisseur und Schauspieler
- 1930: Felicia Langer, israelische Menschenrechtsanwältin und Schriftstellerin
- 1932: Donald Byrd, US-amerikanischer Musiker
- 1933: Irma Serrano, mexikanische Musikerin, Schauspielerin, Drehbuchautorin, Filmproduzentin und Politikerin
- 1934: Judi Dench, britische Schauspielerin
- 1934: Morten Grunwald, dänischer Schauspieler
- 1934: Wayne Weiler, US-amerikanischer Autorennfahrer
- 1934: Junior Wells, US-amerikanischer Musiker
- 1936: Emile Aiti Waro Leru’a, kongolesischer Altbischof von Isiro-Niangara
- 1936: Christian Rischert, deutscher Regisseur, Drehbuchautor und Produzent
- 1938: David Houston, Country-Sänger und -Songschreiber
- 1938: Deacon Jones, US-amerikanischer American-Football-Spieler
- 1938: William Thomas McKinley, US-amerikanischer Komponist, Jazzpianist und Musikpädagoge
- 1940: Josef Ambacher, deutscher Bankdirektor und Präsident des Deutschen Schützenbundes e. V.
- 1940: Clancy Eccles, jamaikanischer Musiker und Produzent
- 1941: Kirsti Møller Andersen, dänische Mathematikhistorikerin
- 1941: Beau Bridges, US-amerikanischer Schauspieler
- 1942: Dick Butkus, US-amerikanischer American-Football-Spieler
- 1942: Alex Gilady, israelischer Journalist und Sportfunktionär
- 1943: Klaus Heer, Schweizer Paartherapeut
- 1943: Michael Krüger, deutscher Schriftsteller und Verleger
- 1943: Jimmy Owens, US-amerikanischer Jazztrompeter
- 1944: William Christie, US-amerikanischer Dirigent und Cembalist
- 1944: Neil Innes, britischer Musiker, Sänger und Songschreiber (Monty Python)
- 1944ː Vasso Papandreou, griechische Politikerin
- 1945: Andrew Birkin, britischer Drehbuchautor und Regisseur
- 1945: Jacques Deschenaux, Schweizer Sportmoderator
- 1945: Michael Nouri, US-amerikanischer Schauspieler
- 1946: Ahmadshah bin Abdullah, 9. zeremonielles Staatsoberhaupt des malaysischen Bundesstaats Sabah
- 1946: Erich Beer, deutscher Fußballspieler
- 1946: Mervyn Davies, walisischer Rugbyspieler
- 1946: Sonia Gandhi, indische Politikerin
- 1948: Gioconda Belli, nicaraguanische Schriftstellerin und Lyrikerin
- 1949: Henning Glawatz, deutscher Brigadegeneral
- 1950: Joan Armatrading, britische Sängerin und Songschreiberin
- 1950: Wolfgang Fierek, deutscher Schauspieler und Schlagersänger
- 1950: Alan Sorrenti, italienischer Sänger, Gitarrist und Songschreiber

#### 1951–1975
- 1951: Pedro Estevan, spanischer Perkussionist
- 1951: Angelika Milster, deutsche Sängerin und Schauspielerin
- 1951: Dragan Pantelić, jugoslawischer Fußballtorhüter
- 1951: Dieter Rebsch, deutscher Fußballspieler
- 1952: Michael Dorn, US-amerikanischer Schauspieler
- 1952: Robert Winley, US-amerikanischer Schauspieler
- 1953: John Malkovich, US-amerikanischer Schauspieler
- 1954: Kip Hanrahan, US-amerikanischer Musikproduzent und Perkussionist

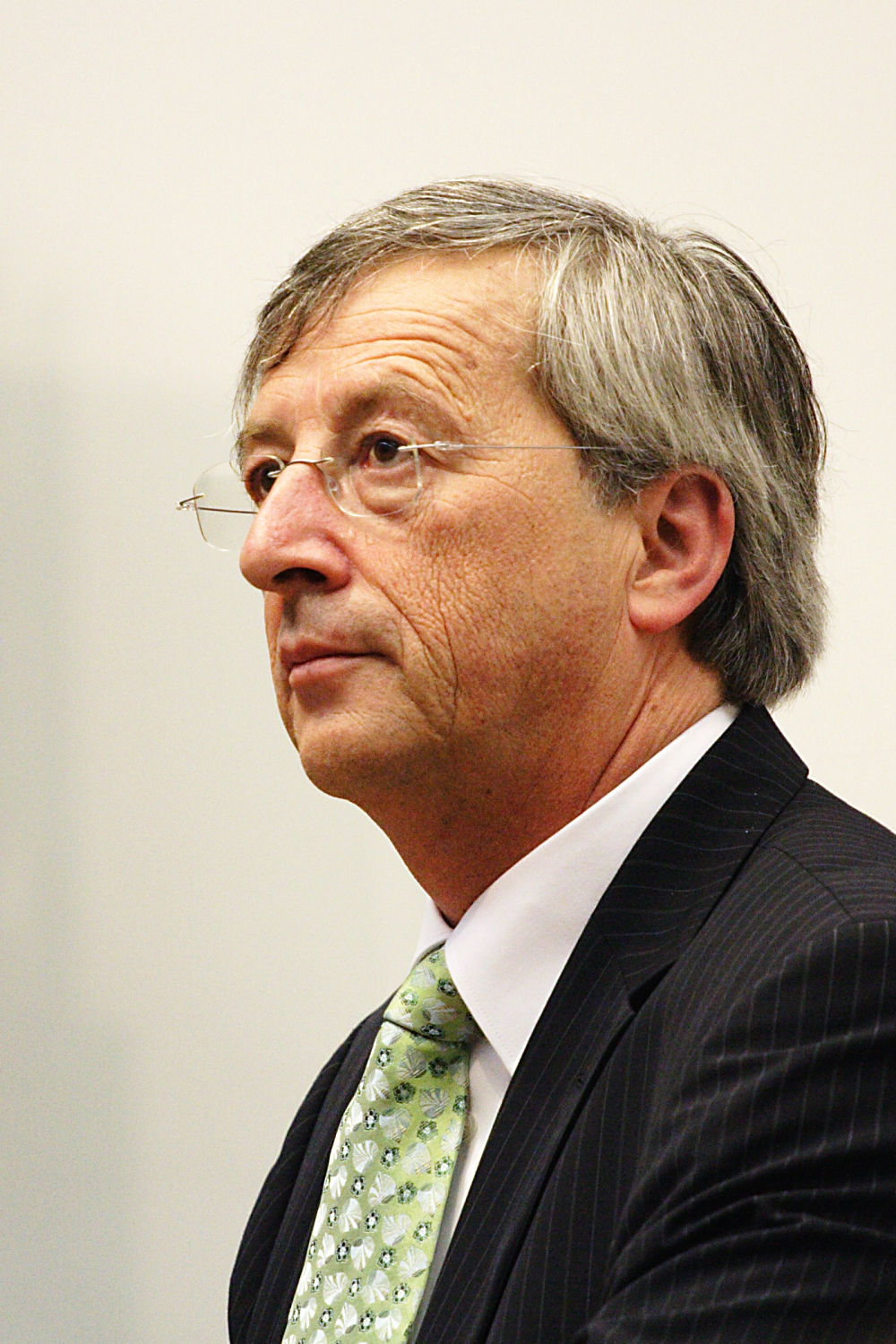
Jean-Claude Juncker (* 1954)

- 1954: Jean-Claude Juncker, Luxemburger Politiker, Minister, Premierminister, Präsident der Europäischen Kommission
- 1955: Martin Eggenschwyler, Schweizer Journalist und Mediencoach
- 1955: Anne Haigis, deutsche Musikerin und Sängerin
- 1955: David Sears, britischer Unternehmer und Autorennfahrer
- 1956: Baruch Goldstein, israelischer Sanitätsoffizier und Terrorist
- 1956: Sylvia, US-amerikanische Country-Sängerin
- 1956: Jean-Pierre Thiollet, französischer Schriftsteller
- 1957: Donny Osmond, US-amerikanischer Musiker und Sänger (Osmonds)
- 1957: Michael Quasthoff, deutscher Journalist
- 1957: Kenny Washington, US-amerikanischer Jazzsänger
- 1958: Peer Martiny, deutscher Regisseur, Schauspieler und Autor
- 1958: Despina Pajanou, griechische Schauspielerin
- 1960: Karl Nagel, deutscher Musiker und Politiker
- 1961: Joe Lando, US-amerikanischer Schauspieler
- 1961: David Anthony Higgins, US-amerikanischer Schauspieler und Drehbuchautor
- 1962: Felicity Huffman, US-amerikanische Schauspielerin
- 1963: Dieter Bach, deutscher Schauspieler
- 1963: Surab Schwania, georgischer Politiker, Staats- und Premierminister
- 1964: Damase Zinga Atangana, kamerunischer Bischof
- 1964: Hape Kerkeling, deutscher Komiker, Autor und Moderator, Schauspieler, Sänger und Synchronsprecher
- 1964: Johannes B. Kerner, deutscher Fernsehmoderator
- 1964: Jörg Kretzschmar, deutscher Fußballspieler
- 1964: Paul Landers, deutscher Musiker
- 1964: Michael Müller, deutscher Politiker, MdA, Senator, Regierender Bürgermeister von Berlin
- 1966: Barbara Albert, deutsche Chemikerin und Rektorin
- 1966: Dave Harold, englischer Snookerspieler
- 1966: Glenn Youngkin, Gouverneur von Virginia
- 1968: Milad Alexandre Mack Atala, brasilianischer Koch
- 1968: Kurt Angle, US-amerikanischer Wrestler und Ringer, Olympiasieger
- 1968: Alexandre Tharaud, französischer Pianist
- 1969: Jakob Dylan, US-amerikanischer Musiker
- 1969: Gunther Gillian, österreichischer Schauspieler
- 1969: Horst Heldt, deutscher Fußballspieler und -funktionär
- 1969: Bixente Lizarazu, französischer Fußballspieler
- 1970: Agustin Amigo, spanischer Gitarrist und Komponist
- 1970: Anna Gavalda, französische Schriftstellerin
- 1970: Anette Hellwig, deutsche Schauspielerin
- 1971: Víctor Aristizábal, kolumbianischer Fußballspieler
- 1972: Reiko Aylesworth, US-amerikanische Schauspielerin
- 1972: Markus Frank, deutscher Schauspieler
- 1972: Marcus Rominger, deutscher Handballtorwart
- 1972: Fabrice Santoro, französischer Tennisspieler
- 1972: Tré Cool, US-amerikanischer Schlagzeuger (Green Day)
- 1973: Pamenos Ballantyne, vincentischer Leichtathlet
- 1973: Sven Christ, Schweizer Fußballspieler
- 1973: Aleksej Demjanov, kroatischer Turner
- 1973: Vénuste Niyongabo, burundischer Leichtathlet, Olympiasieger
- 1974: David Roy Akers, US-amerikanischer American-Football-Spieler
- 1974: Daniel Franck, norwegischer Snowboarder
- 1974: Jason Heaver, englischer Dartspieler
- 1974: Torsten Schmidt, deutscher Diskuswerfer
- 1975: Patrik Sundberg, schwedischer Freestyle-Skier

#### 1976–2000
- 1975: Corinne Lagache, französische Fußballspielerin
- 1976: Booba, französischer Rapper
- 1977: Nina Gnädig, deutsche Schauspielerin
- 1977: Imogen Heap, britische Sängerin, Musikerin und -produzentin
- 1977: Tobias Licht, deutscher Schauspieler
- 1978: Gastón Gaudio, argentinischer Tennisspieler
- 1978: Jesse Metcalfe, US-amerikanischer Schauspieler
- 1978: Tamás Mocsai, ungarischer Handballspieler
- 1979: Nicolas Alnoudji, kamerunischer Fußballspieler
- 1979: King Orgasmus One, deutscher Rapper und Pornoproduzent
- 1980: Simon Helberg, US-amerikanischer Schauspieler, Drehbuchautor und Filmproduzent
- 1980: Verónika Mendoza, peruanische Psychologin
- 1981: Mardy Fish, US-amerikanischer Tennisspieler
- 1982: Kevin Goldthwaite, US-amerikanischer Fußballspieler
- 1983: Jolene Purdy, US-amerikanische Schauspielerin
- 1984: Michael Adam, deutscher Kommunalpolitiker
- 1985: Samir Louadj, französisch-algerischer Fußballspieler
- 1985: Kristoffer Andersen, belgisch-dänischer Fußballspieler
- 1985: Ernesto Inarkiew, russischer Schachspieler
- 1985: Sebastian Schneider, deutscher Handballspieler
- 1986: Daniel Pietta, deutscher Eishockeyspieler
- 1987: Hikaru Nakamura, US-amerikanischer Schachspieler
- 1987: Ádám Szalai, ungarischer Fußballspieler
- 1987: Maria Voskania, deutsch-armenische Sängerin
- 1988: Taneshia Abt, deutsche Schauspielerin
- 1988: Kwadwo Asamoah, ghanaischer Fußballspieler
- 1988: Christoph Trinks, deutscher Handballtorwart
- 1988: Bosca, deutscher Rapper
- 1988: Simon Zöchbauer, österreichischer Trompeter, Komponist und Festivalleiter
- 1989: Eric Bledsoe, US-amerikanischer Basketballspieler
- 1989: Niklas Hartmann, deutscher Fußballspieler
- 1990: Debbie Bont, niederländische Handballspielerin
- 1990: Samuel Guy, französischer Nordischer Kombinierer
- 1990: LaFee, deutsche Sängerin
- 1990: Marc Lauterbach, deutscher Handballspieler
- 1991: Johannes Rydzek, deutscher Nordischer Kombinierer
- 1992: Josephine Bloéb, österreichische Schauspielerin
- 1993: Hazel Brugger, Schweizer Kabarettistin
- 1993: Cem Ince, deutscher Politiker
- 1994: Francisco Garrigós, spanischer Judoka
- 1994: Fabrice Herzog, Schweizer Eishockeyspieler
- 1994: Andrea Olaya, kolumbianische Ringerin
- 1994: Suthasini Sawettabut, thailändische Tischtennisspielerin
- 1994: Zach Veach, US-amerikanischer Automobilrennfahrer
- 1995: Andrew Fowler, guyanischer Schwimmer
- 1995: Maxim Makarow, russisch-moldawischer Biathlet
- 1995: McKayla Maroney, US-amerikanische Kunstturnerin
- 1996: Pol Moya, andorranischer Leichtathlet
- 1999: Aitch, britischer Rapper
- 2000: Otto Invenius, finnischer Biathlet

### 21. Jahrhundert
- 2001: James Maxwell, schottischer Fußballspieler
- 2002: Sam Bolton, britischer Skispringer
- 2004: Nico Parker, englische Schauspielerin

## Gestorben

### Vor dem 15. Jahrhundert
- 1048: al-Bīrūnī, persischer Gelehrter und Astronom
- 1067: Severus, Bischof von Prag
- 1117: Gertrud die Jüngere von Braunschweig, Markgräfin von Meißen
- 1142: Eberwin, Propst des Klosterstifts Berchtesgaden
- 1165: Malcolm IV., König von Schottland
- 1217: Rainald von Bar, Bischof von Chartres
- 1235: Robert FitzWalter, anglonormannischer Adliger und Rebell
- 1268: Vaišelga, Großfürst von Litauen
- 1299: Boemund I. von Warsberg, Erzbischof und Kurfürst von Trier
- 1303: Richard of Gravesend, Bischof von London
- 1309: Heinrich III., Herzog von Glogau, Steinau, Sprottau und Sagan
- 1331: John Stewart, schottischer Adeliger

### 15. bis 17. Jahrhundert
- 1411: John Darcy, 5. Baron Darcy de Knayth, englischer Adliger

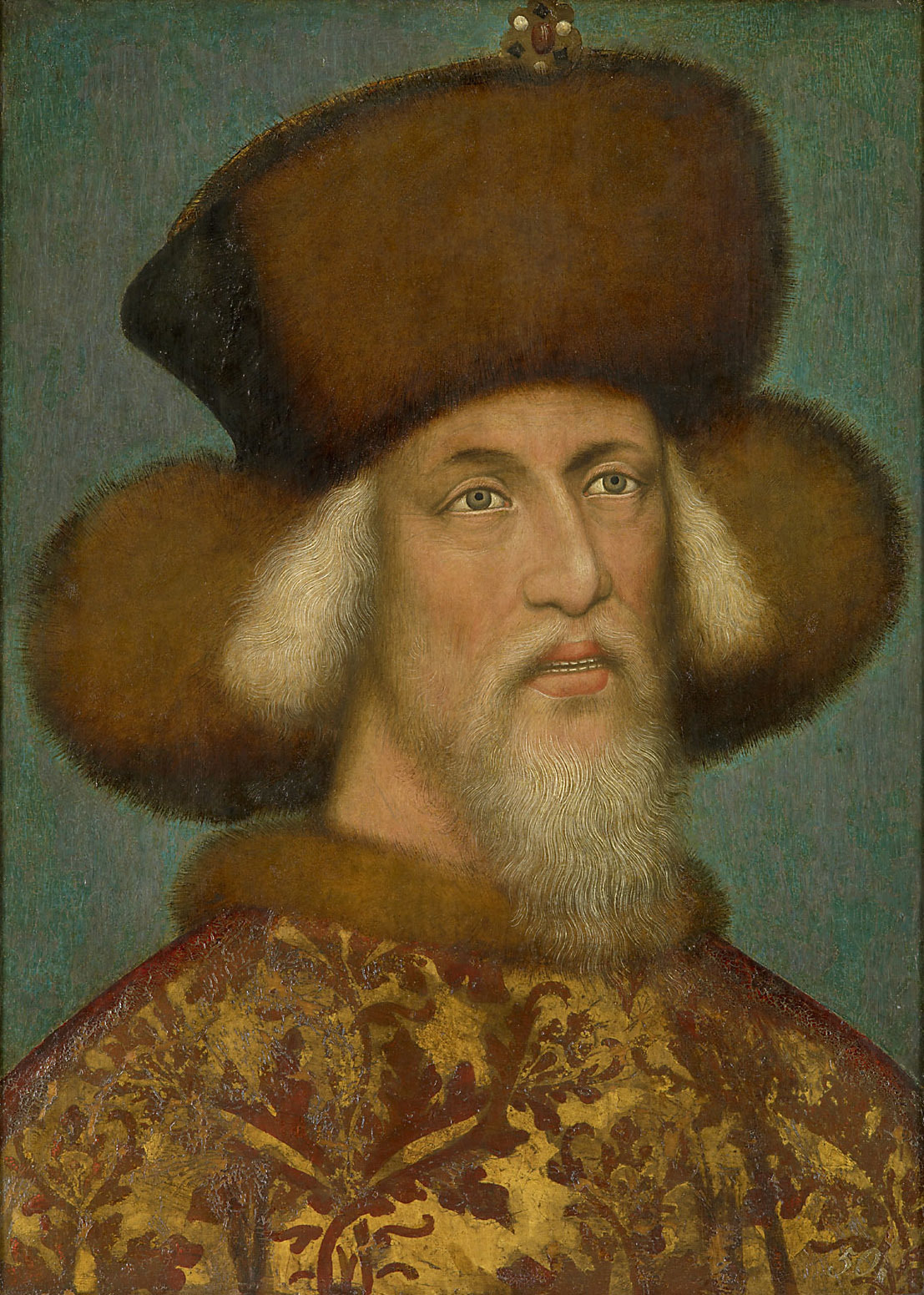
Kaiser Sigismund († 1437)

- 1437: Sigismund von Luxemburg, römisch-deutscher Kaiser, König von Böhmen und König von Ungarn
- 1510: Hartmannus Hartmanni, deutscher Rechtsgelehrter und Kanoniker an der Heidelberger Heiliggeistkirche
- 1538: Henry Courtenay, 1. Marquess of Exeter, englischer Adeliger und Höfling
- 1542: Christoph Fuchs von Fuchsberg, österreichischer Militär, kaiserlicher Rat und Bischof von Brixen
- 1544: Teofilo Folengo, Benediktiner, einer der Hauptvertreter komisch-burlesker Dichtung der italienischen Renaissance
- 1556: Johanetta von Nassau-Saarbrücken, Äbtissin des Klosters Herbitzheim
- 1559: Vincenzo Diedo, Patriarch von Venedig
- 1562: Johann II., Graf von Rietberg
- 1565: Giovanni Angelo Medici, unter dem Namen Pius IV. Papst
- 1596: Mathias Gastritz, deutscher Organist und Komponist
- 1625: Ubbo Emmius, deutscher Theologe, Historiker und Pädagoge
- 1631: Liborius Wagner, katholischer Priester; wurde 1974 seliggesprochen
- 1635: Sophie von Sachsen, Herzogin von Pommern-Stettin
- 1640: Pierre Fourier, französischer Priester und Augustiner-Chorherr
- 1641: Anthonis van Dyck, flämischer Maler, Meisterschüler von Peter Paul Rubens
- 1659: Barbara Ordeneck, Opfer der Hexenverfolgung in Camberg
- 1669: Clemens IX., Papst
- 1674: Edward Hyde, 1. Earl of Clarendon, englischer Staatsmann und Historiker
- 1678: Robert Nanteuil, französischer Kupferstecher und Pastellzeichner
- 1678: Jürgen Ovens, deutscher Maler
- 1697: Andreas Thamasch, österreichischer Bildhauer

### 18. Jahrhundert
- 1704: Johann Rudolf von Wämpl, kurfürstlich bayerischer Geheimer Ratskanzler und Konferenzrat
- 1706: Peter II. König von Portugal
- 1712: Johann Achamer, österreichischer Metall- und Glockengießer
- 1716: Friedrich Aly, Kammertürke am Hofe des Kurfürsten Friedrich III. von Brandenburg
- 1718: Vincenzo Coronelli, italienischer Kartograf und Globenbauer
- 1738: Ferdinand Maria Innozenz von Bayern, bayerischer Prinz und kaiserlicher Generalfeldmarschall
- 1755: Francisco José de Ovando, spanischer Soldat, Gouverneur von Chile und der Philippinen
- 1760: Josef Ferdinand Fromiller, österreichischer Maler
- 1761ː Tara Bai, Regentin im Marathenreich in Nordwestindien
- 1761: Marie Charlotte von Ostfriesland, ostfriesische Gräfin
- 1763: Ludwig von Aulack, preußischer Oberstleutnant
- 1763: Christian Gottlieb Buder, deutscher Jurist, Historiker und Bibliothekar
- 1767: Johann Jacob Haid, deutscher Kupferstecher, Schabkünstler, Bildnismaler und Verleger
- 1770: Gottlieb Muffat, österreichischer Organist und Komponist
- 1777: Charles Knowles, britischer Admiral
- 1787: Bernhard Joachim Hagen, deutscher Komponist, Violinist und Lautenist
- 1788: Thomas Huggan, Schiffsarzt der Bounty
- 1789: Thomas Aschbrenner, österreichischer Gelegenheitsdichter
- 1793: Yolande Martine Gabrielle de Polastron, duchesse de Polignac, Favoritin von Marie Antoinette und Gouvernante der königlichen Kinder
- 1798: Johann Reinhold Forster, deutscher Naturforscher und Schriftsteller
- 1799: Bartolomeo Cavaceppi, italienischer Bildhauer und Restaurator

### 19. Jahrhundert
- 1801ː Darja Nikolajewna Saltykowa, russische Gutsherrin und Serienmörderin
- 1804: Leopold von Apfaltern, Jesuit und Mathematiker
- 1811: Johann Christian Friedrich Flemming, deutscher Orgelbauer
- 1824: Anne-Louis Girodet-Trioson, französischer Maler
- 1851: Ramón Freire y Serrano, chilenischer Offizier und Staatspräsident
- 1854: Almeida Garrett, portugiesischer Romanschriftsteller, Dichter, Dramaturg und Politiker
- 1858: August Wilhelm Papen, deutscher Militäringenieur, Geodät und Kartograf
- 1865: Auguste Stourm, französischer Politiker, Generaldirektor der Post
- 1867: Rudolf von Arthaber, österreichischer Textilfabrikant, Kunstsammler und Mäzen
- 1867: Johannes Nicolaus von Dreyse, deutscher Erfinder, Konstrukteur und Unternehmer
- 1871: Josef Mánes, tschechischer Maler und Graphiker
- 1871: Louis Christian Heinrich Vortisch, deutscher Pastor und Naturforscher
- 1881: Thomas François Burgers, Präsident der Südafrikanischen Republik
- 1881: Karl Culmann, deutschstämmiger Bauingenieur und Professor in der Schweiz

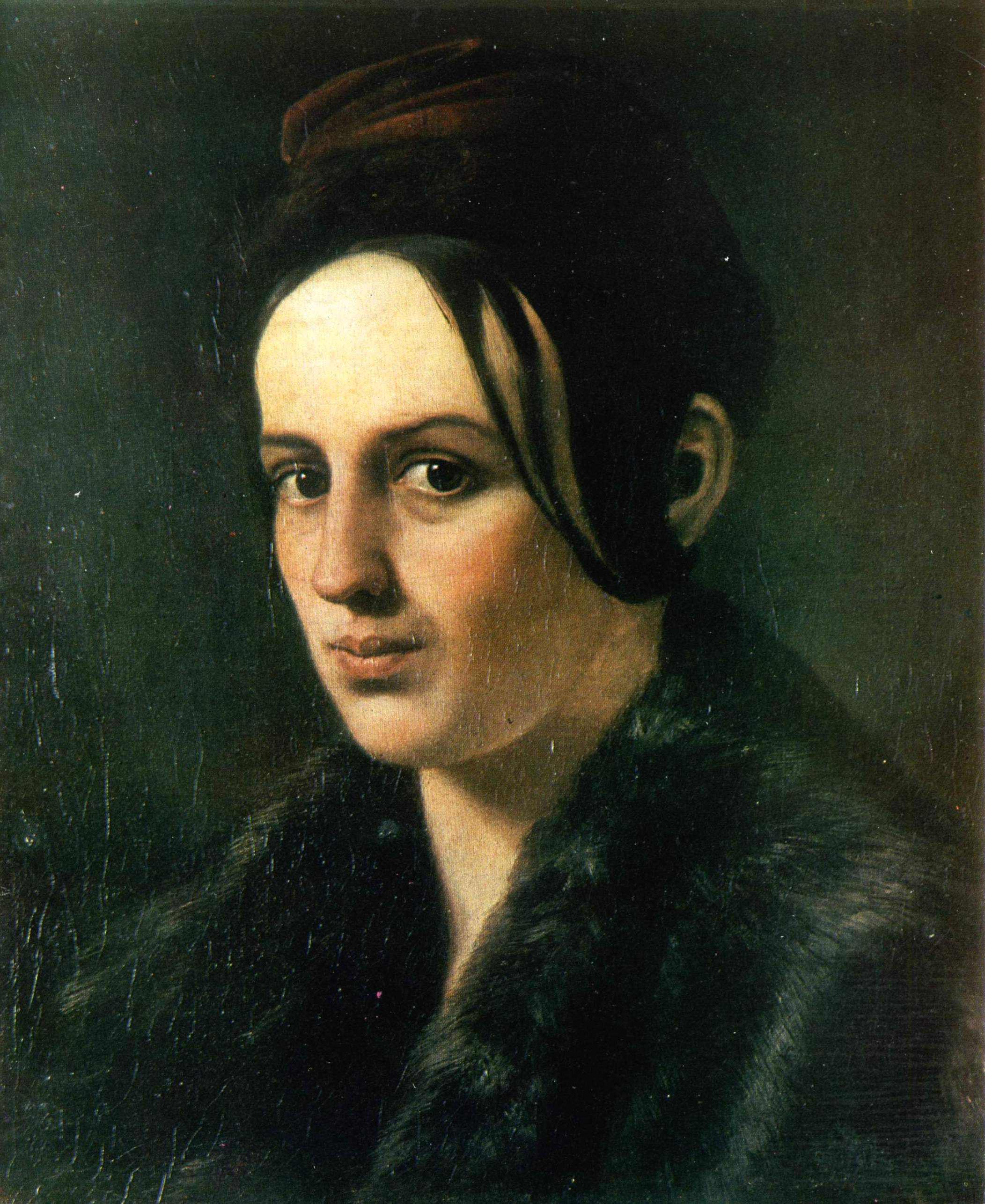
Warwara Nikolajewna Repnina-Wolkonskaja († 1891)

- 1882: Hugh Allan, kanadischer Unternehmer
- 1885: Hermann Becker, deutscher Publizist und Politiker, Oberbürgermeister von Dortmund und Köln
- 1885ː Alma Hütter-Krause, deutsche Opernsängerin (Sopran)
- 1888: Maria Brignole Sale De Ferrari, italienische Aristokratin, Salonière und Mäzenin
- 1891: Anton August Graf von Attems-Gilleis, österreichischer K.u.K. Kämmerer
- 1891ː Warwara Nikolajewna Repnina-Wolkonskaja, russische Schriftstellerin und Memoirenschreiberin
- 1894ː Sophie von Baudissin, deutsche Schriftstellerin
- 1895: Karl Appel, deutscher Violinist und Komponist

### 20. Jahrhundert

#### 1901–1950

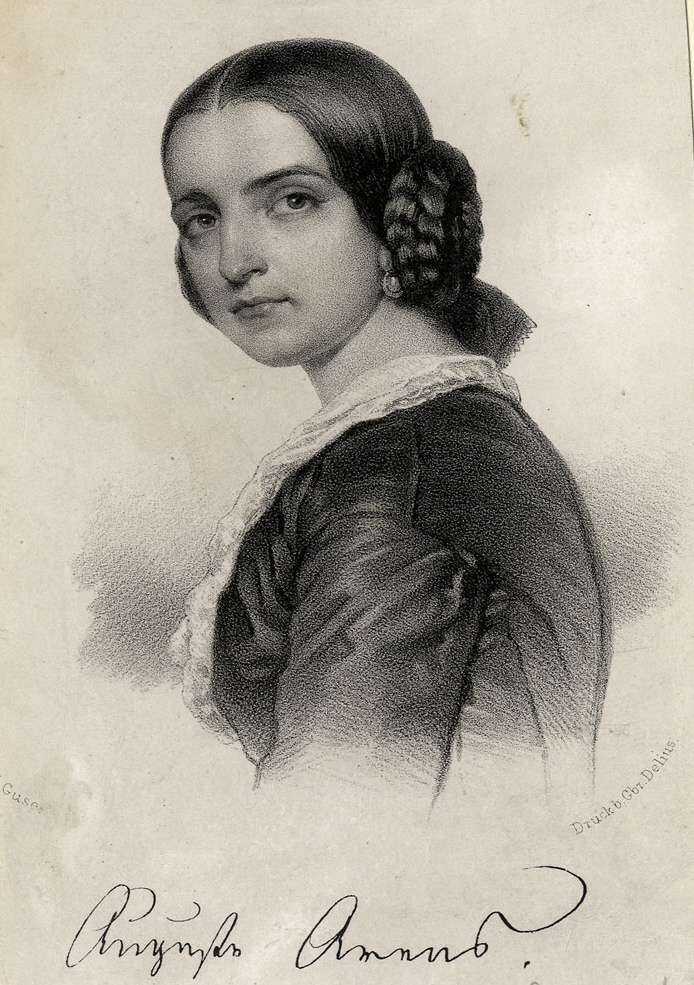
Auguste Arens († 1901)

- 1901: Auguste Arens von Braunrasch, deutsche Schriftstellerin
- 1903: Adolph von Hansemann, deutscher Unternehmer und Bankier
- 1903: Camille du Locle, französischer Librettist
- 1905: Henry Holmes, britischer Komponist, Geiger und Musikpädagoge
- 1909: Domingo Vásquez, Präsident von Honduras
- 1912: Louis de Gramont, französischer Journalist, Dramatiker und Librettist
- 1913: Franz Kullak, deutscher Pianist und Komponist
- 1914: John Andrew Arthur, australischer Politiker
- 1916: Sōseki Natsume, japanischer Schriftsteller
- 1923: August Nattermann, deutscher Pharmakologe und Unternehmer
- 1923: John Herbert Turner, kanadischer Politiker
- 1924: Iwan Iwanowitsch Krischanowski, russischer Komponist
- 1924: Bernard Zweers, niederländischer Komponist, Musikpädagoge und Dirigent
- 1925: Eugène Gigout, französischer Organist und Komponist
- 1927: Franz Rohr von Denta, österreichischer Feldmarschall
- 1930: Eugen Brandeis, deutscher Ingenieur und Kolonialbeamter
- 1930: Lauritz Christiansen, dänischer Regattasegler
- 1931: Agnes Willms-Wildermuth, deutsche Schriftstellerin
- 1932: Karl Blossfeldt, deutscher Maler und Kunstpädagoge
- 1932: Rokeya Sakhawat Hussain, indische Schriftstellerin
- 1933: Julius Falkenstein, deutscher Filmschauspieler

Minna Bollmann († 1935)

- 1935: Minna Bollmann, deutsche Politikerin und Widerstandskämpferin, Mitglied der Weimarer Nationalversammlung
- 1937: Nils Gustav Dalén, schwedischer Physiker und Ingenieur
- 1941: Eduard Freiherr von Böhm-Ermolli, österreichischer Feldmarschall und Heerführer
- 1943: Georges Dufrénoy, französischer Maler
- 1943ː Katharina Leipelt, deutsche Widerstandskämpferin, Opfer des Nationalsozialismus
- 1944: Laird Cregar, US-amerikanischer Schauspieler
- 1945: Hans Dominik, deutscher Schriftsteller, Journalist und Ingenieur
- 1947: Hanns Ludin, deutscher Diplomat, SA-General und Kriegsverbrecher

#### 1951–2000
- 1952: Alois Šmolík, tschechoslowakischer Flugzeugkonstrukteur
- 1953: Issai Alexandrowitsch Dobrowen, russisch-norwegischer Komponist, Dirigent und Pianist
- 1954: Josef Escher, Schweizer Politiker
- 1958: Walter Laedrach, Schweizer Lehrer und Schriftsteller
- 1962: Otto Lummitzsch, deutscher Offizier, Architekt und Bauingenieur, Gründer der Technischen Nothilfe und des Technischen Hilfswerks
- 1964: Viktor Agartz, deutscher Gewerkschafter und Wirtschaftspolitiker

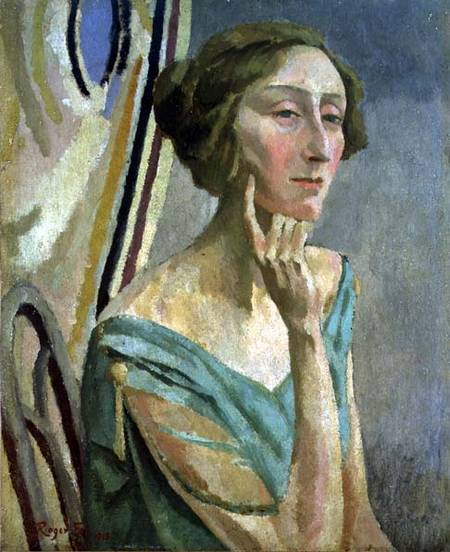
Edith Sitwell († 1964)

- 1964: Edith Sitwell, britische Dichterin
- 1966: Juri Schaporin, ukrainisch-russischer Komponist
- 1969: Hans Heller, deutscher Komponist
- 1969: Stojko Stojkow, bulgarischer Linguist, Begründer der bulgarischen Dialektologie
- 1970: Artjom Iwanowitsch Mikojan, sowjetischer Flugzeugkonstrukteur
- 1971: Giuseppe Agostini, kanadischer Dirigent und Komponist

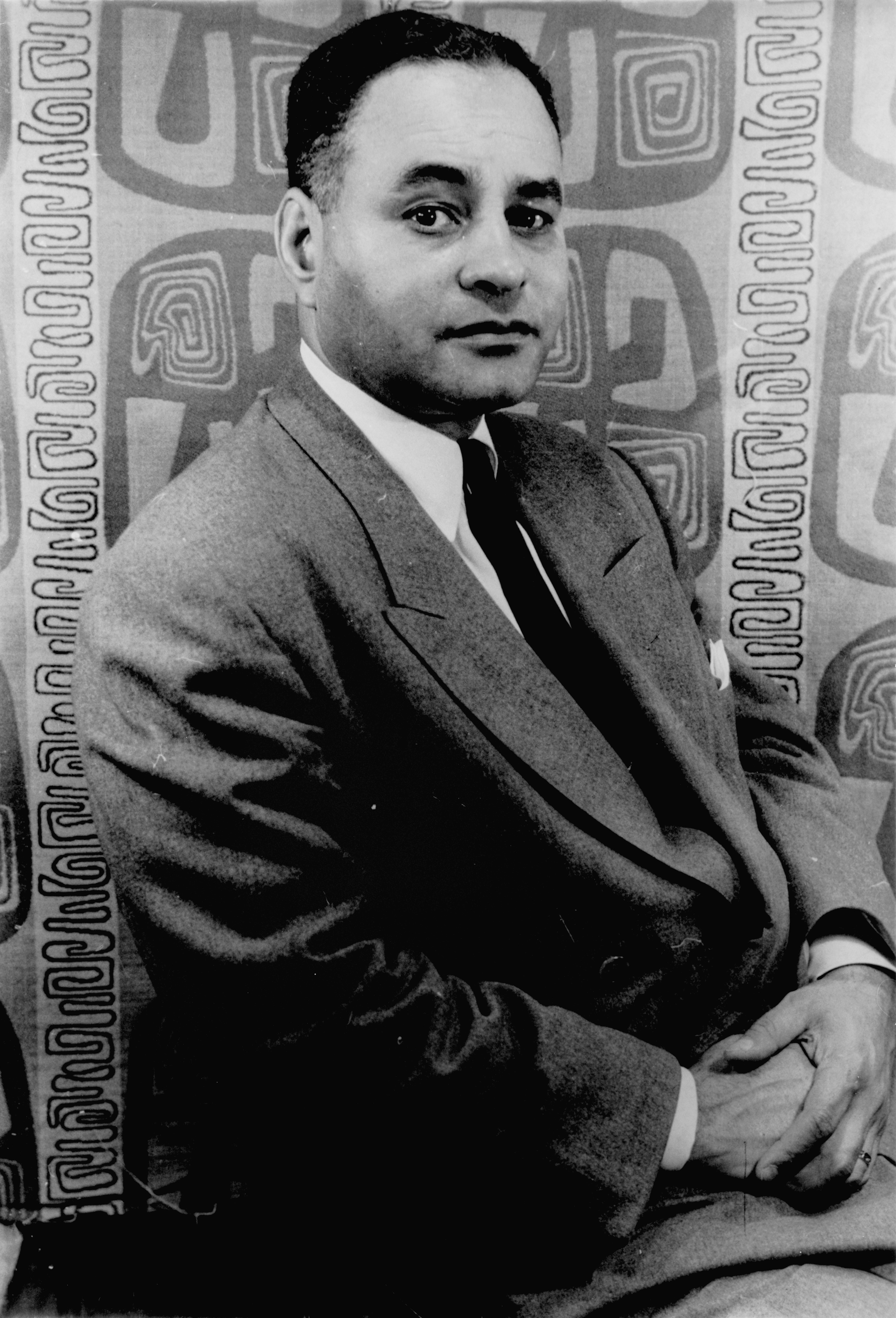
Ralph J. Bunche († 1971)

- 1971: Ralph Bunche, US-amerikanischer Diplomat und Bürgerrechtler, Friedensnobelpreisträger
- 1972: Louella Parsons, US-amerikanische Reporterin
- 1973: Harry Isaacs, englischer Pianist und Musikpädagoge
- 1975: William A. Wellman, US-amerikanischer Filmregisseur, Schauspieler und Produzent
- 1977: Clarice Lispector, ukrainisch-brasilianische Schriftstellerin
- 1978: Waldemar Schweitzer, deutscher Journalist und Verleger
- 1980: Heinz Burchardt, deutscher Generalmajor
- 1982: Ásmundur Sveinsson, isländischer Bildhauer
- 1982: Paul Godwin, polnisch-deutscher Geiger und Orchesterleiter
- 1983: János Flesch, ungarischer Schachspieler
- 1983: Henriette Petit, chilenische Malerin
- 1985: Reinhard Schwarz-Schilling, deutscher Komponist
- 1985: Cees See, niederländischer Jazzschlagzeuger und Perkussionist
- 1988: Helene Sommer, deutsche Politikerin
- 1990: Anton Graf Bossi Fedrigotti, österreichischer Autor
- 1990: Edmond Jeanneret, Schweizer evangelischer Geistlicher und Dichter
- 1990: Mike Mazurki, US-amerikanischer Schauspieler
- 1991: Berenice Abbott, US-amerikanische Fotografin
- 1992: Vincent Gardenia, US-amerikanischer Schauspieler
- 1992: Franco Franchi, italienischer Komiker
- 1993: Carter Jefferson, US-amerikanischer Jazz-Saxophonist
- 1994: Antal Apró, ungarischer Politiker
- 1994: Max Bill, Schweizer Architekt, Bildhauer und Maler
- 1996: Wilhelm Hahn, deutscher Theologe und Politiker, MdB, MdL und Landesminister, MdEP
- 1996: Mary Leakey, britische Archäologin
- 1996: Heinrich Schmidt-Barrien, deutscher Schriftsteller
- 1996: Gustav Sichelschmidt, deutscher Schriftsteller
- 1997: Hans Achim Gussone, deutscher Forstwissenschaftler
- 1998: Bill Looby, US-amerikanischer Fußballspieler
- 1998: Klaus Matthiesen, deutscher Politiker, MdL und Landesminister

### 21. Jahrhundert
- 2001: Willi Erzgräber, deutscher Anglist
- 2002: Randi Bratteli, norwegische Schriftstellerin
- 2002: Jesús Torres Tejeda, dominikanischer Hörfunksprecher, -produzent und -direktor
- 2004: Andrea Absolonová, tschechische Turmspringerin, Pornodarstellerin, Fotomodel
- 2004: Sergei Woitschenko, belarussischer Künstler und Designer
- 2005: Chung Kyu-Myung, koreanischer Physiker
- 2005: Eunice Norton, US-amerikanische Pianistin
- 2005: Helmut Sakowski, deutscher Schriftsteller
- 2006: Anouk Nicklisch, deutsche Regisseurin
- 2008: Sigi Harreis, deutsche Journalistin und Moderatorin
- 2008: Władysław Ślesicki, polnischer Filmregisseur und Drehbuchautor
- 2009: Gene Barry, US-amerikanischer Schauspieler
- 2009: Bob Curtis, US-amerikanischer Tänzer und Choreograf
- 2009: József Zachar, ungarischer Historiker und Professor
- 2010: Alexander Kerst, österreichischer Schauspieler
- 2010: James Moody, US-amerikanischer Jazzmusiker
- 2010: Katesa Schlosser, deutsche Ethnologin
- 2010: Peter Spälti, Schweizer Politiker und Manager
- 2010: Boris Iwanowitsch Tischtschenko, russischer Komponist
- 2012: Gertraud Heuß-Giehrl, deutsche Erziehungswissenschaftlerin
- 2012: Patrick Moore, britischer Astronom und Autor
- 2012: Kurt Neubauer, deutscher Politiker
- 2012: Peter Proksch, österreichischer Maler und Grafiker
- 2013: Zahit Atakan, türkischer Admiral

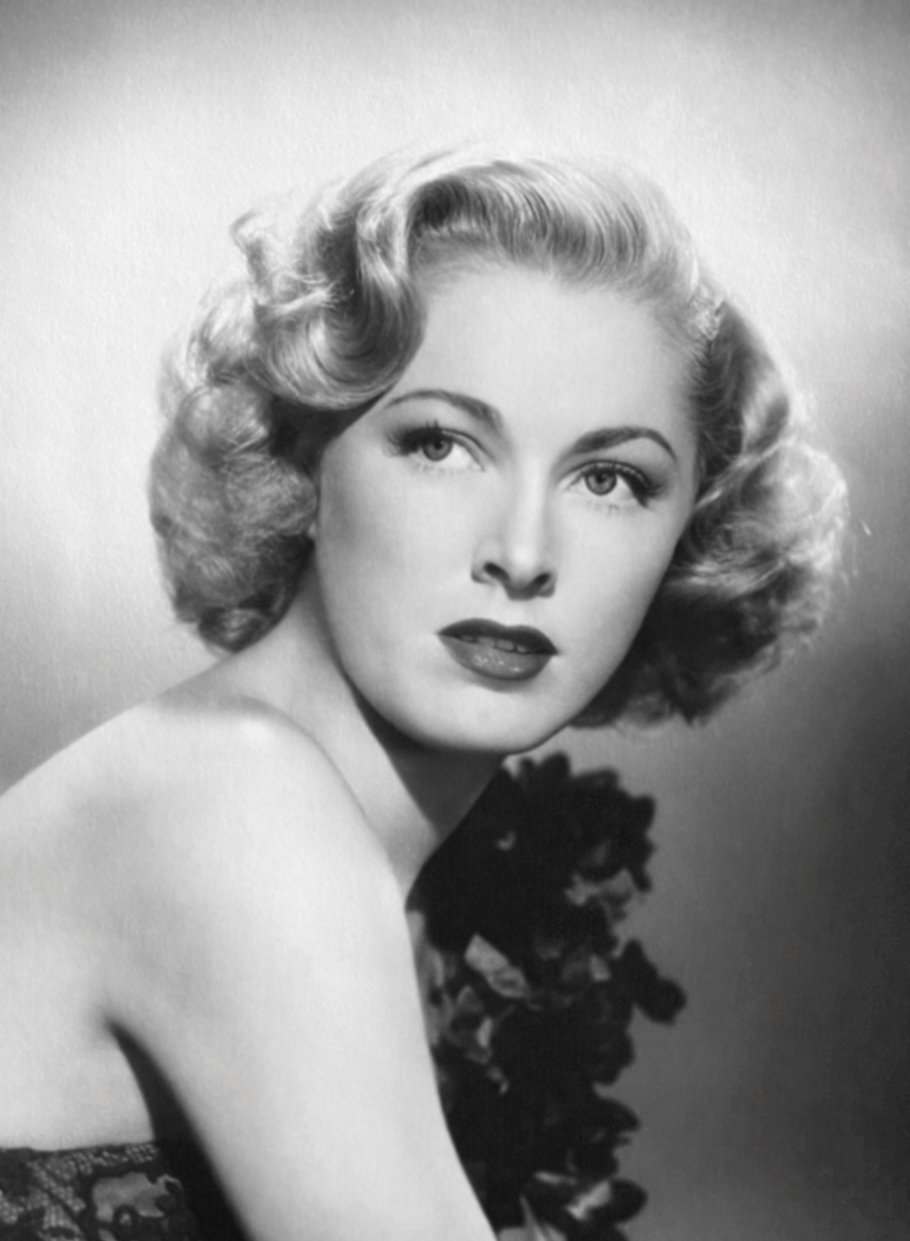
Eleanor Parker († 2013)

- 2013: Eleanor Parker, US-amerikanische Schauspielerin
- 2014: José Feghali, brasilianischer Pianist und Musikpädagoge
- 2014: Jorge María Mejía, argentinischer Kurienkardinal
- 2014: Karl Otto Pöhl, deutscher Staatssekretär und Bundesbankpräsident
- 2015: Carlo Furno, italienischer Kardinal
- 2015: Gheorghe Gruia, rumänischer Handballspieler, Weltmeister
- 2015: Soshana, österreichische Malerin
- 2016: Klaus-Dieter Grosser, deutscher Mediziner
- 2018: Riccardo Giacconi, italienisch-amerikanischer Astrophysiker und Nobelpreisträger
- 2018: Heinz Weisenbach, deutscher Eishockeyspieler und -trainer
- 2019: Marie Fredriksson, schwedische Musikerin und Malerin
- 2020: Wjatschaslau Kebitsch, belarussischer Politiker
- 2020: Paolo Rossi, italienischer Fußballspieler
- 2020: Osvaldo Cochrane Filho, brasilianischer Wasserballspieler
- 2021: Julie Brougham, neuseeländische Dressurreiterin
- 2021: Lina Wertmüller, italienische Filmregisseurin und Autorin
- 2021: Demaryius Thomas, US-amerikanischer American-Football-Spieler
- 2022: Ruprecht Eser, deutscher Fernsehjournalist
- 2022: Mihály Huszka, ungarischer Gewichtheber
- 2022: Joseph Kittinger, US-amerikanischer Pilot und Luftfahrtpionier

## Feier- und Gedenktage
- Kirchliche Gedenktage
  - Richard Baxter, englischer Priester und Schriftsteller (evangelisch, der anglikanische Gedenktag ist am 14. Juni)
- Namenstage
  - Abel, Valerie
- Gedenktage internationaler Organisationen
  - Welt-Anti-Korruptions-Tag (UNO) (seit 2003)

Weitere Einträge enthält die Liste von Gedenk- und Aktionstagen.